# Jenipapo de Minas
Jenipapo de Minas este un oraș în Minas Gerais (MG), Brazilia.